# Bataillon mixte du Pacifique
Pour les articles homonymes, voir BMP, Niaouli (homonymie) et BTP (homonymie).
Le bataillon mixte du Pacifique (BMP) est une unité militaire de l'infanterie, créée en 1916. Le bataillon deviendra successivement le bataillon de tirailleurs du Pacifique ou BTP, puis le bataillon de marche du Pacifique. Il est considéré comme l'ancêtre des régiments d'infanterie de marine du Pacifique.

## Historique

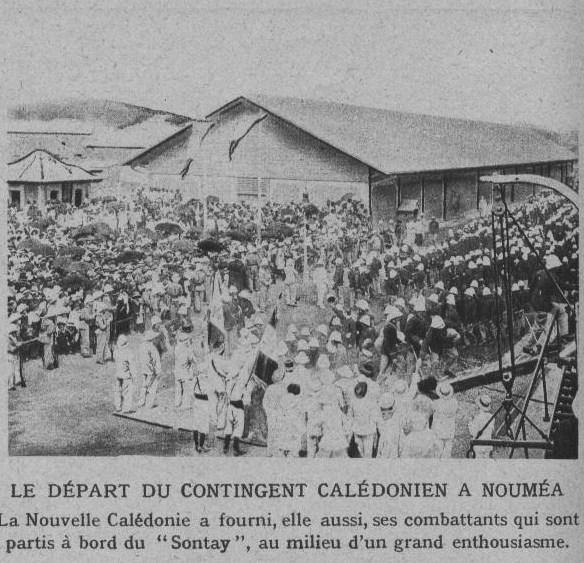
Contingent calédonien embarquant à bord du Sontay.

Créée en 1916, l'unité est envoyée en France métropolitaine pendant la Première Guerre mondiale. Né comme bataillon de tirailleurs du Pacifique (BTP, formé à Nouméa le 4 juin 1916), il devient ensuite le bataillon mixte du Pacifique puis bataillon de marche du Pacifique en avril 1917. À son retour dans les îles en 1919, il est dissous.
Son contingent était composé de tirailleurs, des volontaires canaques et de Polynésiens originaires des Établissements français de l'Océanie, habitant ou non à Nouméa, d'où le nom de mixte. Le 3 juin 1916, un millier de recrues, dont 596 tirailleurs canaques, s'embarquent à bord du Gange pour rejoindre le Front. Leur fanion était marqué d'une roussette. Ils combattent dans l'Aisne, l'Oise, la Champagne[Laquelle ?], certains aussi sur le front d'Orient. Vingt-deux Kanak des îles Loyauté se retrouveront même à Vladivostok en Sibérie orientale sur le Kersaint, chargé d'une mission de renseignement et d'espionnage.
300 d'entre eux sont morts sur les tranchées. Ces soldats reçurent le surnom de « Niaoulis », du nom d'un arbre endogène de Nouvelle-Calédonie.

## Personnalités ayant servi au bataillon
- Michel Vergès (1898-1964), Compagnon de la Libération.